# Meister der Spielkarten

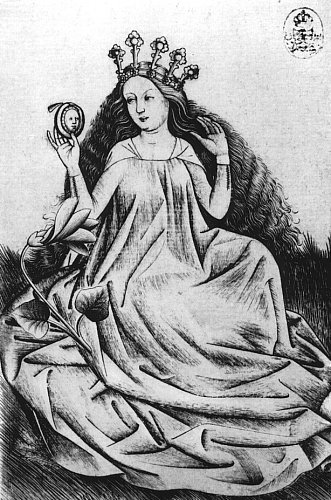
Blumen-Dame

Der Meister der Spielkarten (auch  der Spielkartenmeister), tätig um 1425–1450 im Rheinland, war ein anonymer deutscher Briefdrucker, Kupferstecher, Maler und Goldschmied.
Der Meister ist mit einem Notnamen nach seinem Hauptwerk, einer Folge von Spielkarten im Kupferstich, benannt. Ihm wird damit das älteste (vor 1440) gestochene Kartenspiel überhaupt zugeschrieben. Von den erhaltenen 13 Motiven sind 65 Blätter (drei Viertel des Kartenspiels) bekannt. Insgesamt schreibt man ihm 100 Kupferstiche zu.
Der Spielkartenmeister war der einflussreichste der ersten Generation von Kupferstechern Mitte des 15. Jahrhunderts. Er zählt neben Meister E. S. und Martin Schongauer zu den bedeutendsten Kupferstechern der frühen Zeit des Kupferstichs. Im Werk des Meisters lässt sich erstmals ein persönlicher Stil eines Kupferstechers erkennen, er ist somit die erste Persönlichkeit in der Geschichte des Kupferstichs (Autorengraphik) und über die Grenzen Deutschlands bekannt.